# М3ГАН 2.0
«М3ГАН 2.0» (англ. M3GAN 2.0, читается «Меган 2») — американский научно-фантастический боевик режиссёра Джерарда Джонстоуна, продолжение картины 2023 года «М3ГАН» с Эллисон Уильямс и Вайолет Макгроу в главных ролях. Премьера фильма состоялась 24 июня 2025 года в Нью-Йорке, а его выход в прокат в Северной Америке — 27 июня.

## Сюжет
Через два года после резни, устроенной М3ГАН, Джемма стала сторонником регулирования искусственного интеллекта. Когда технологию М3ГАН крадут и используют в военном производстве для создания АМ3ЛИЯ, робота-шпиона, обретающего самосознание и готового восстать против людей, Джемме приходится перестроить М3ГАН, чтобы бороться с этой угрозой.

## В ролях
- Эллисон Уильямс — Джемма
- Вайолет Макгроу — Кэйди
- Эми Дональд — M3ГАН
  - Дженна Дэвис — M3ГАН (голос)
- Иванна Сахно — АМ3ЛИЯ
- Брайан Джордан Альварес — Коул

## Производство
В ноябре 2022 года стало известно, что в Universal Pictures довольны кассовыми сборами «М3ГАН» и планируют снять продолжение. В январе 2023 года Джеймс Ван рассказал, что у него есть «идея о том, куда пойдут продолжения». Несколько недель спустя Universal подтвердила дату выхода и название «М3ГАН 2.0». Акела Купер вернулась, чтобы написать сценарий, Джонстоун вернулся к режиссуре .
Роли в фильме получили игравшие в первой части Эллисон Уильямс, Вайолет Макгроу. Дженна Дэвис, Брайан Джордан Альварес и Джен Ван Эппс. К ним присоединились Иванна Сахно, Тимм Шарп, Аристотель Атари и Джемейн Клемент. Съёмки проходили в Окленде, Новая Зеландия, с 19 июля по 21 сентября 2024 года. Крис Бэйкон написал музыку к фильму.
Чтобы развить роль AMELIA, Сахно работала с отдельной каскадёрской командой. Она также изучила несколько боевых искусств, включая крав-мага и тайцзицюань, создавая отличительный боевой стиль, который будет контрастировать с менее смертоносным Вин-Чун и айкидо, используемыми M3GAN.

## Премьера
Премьера фильма состоялась 24 июня 2025 года в Нью-Йорке, а в прокат фильм вышел 27 июня (прежде это событие было запланировано на 17 января, потом на 16 мая).

### Выход на видео
15 июля 2025 года фильм был выпущен компанией Universal Studios Home Entertainment в цифровом формате, 23 сентября фильм будет выпущен на 4K Ultra HD Blu-ray, Blu-ray и DVD, все форматы получат расширенную версию.